# تويوتا الفئة جي

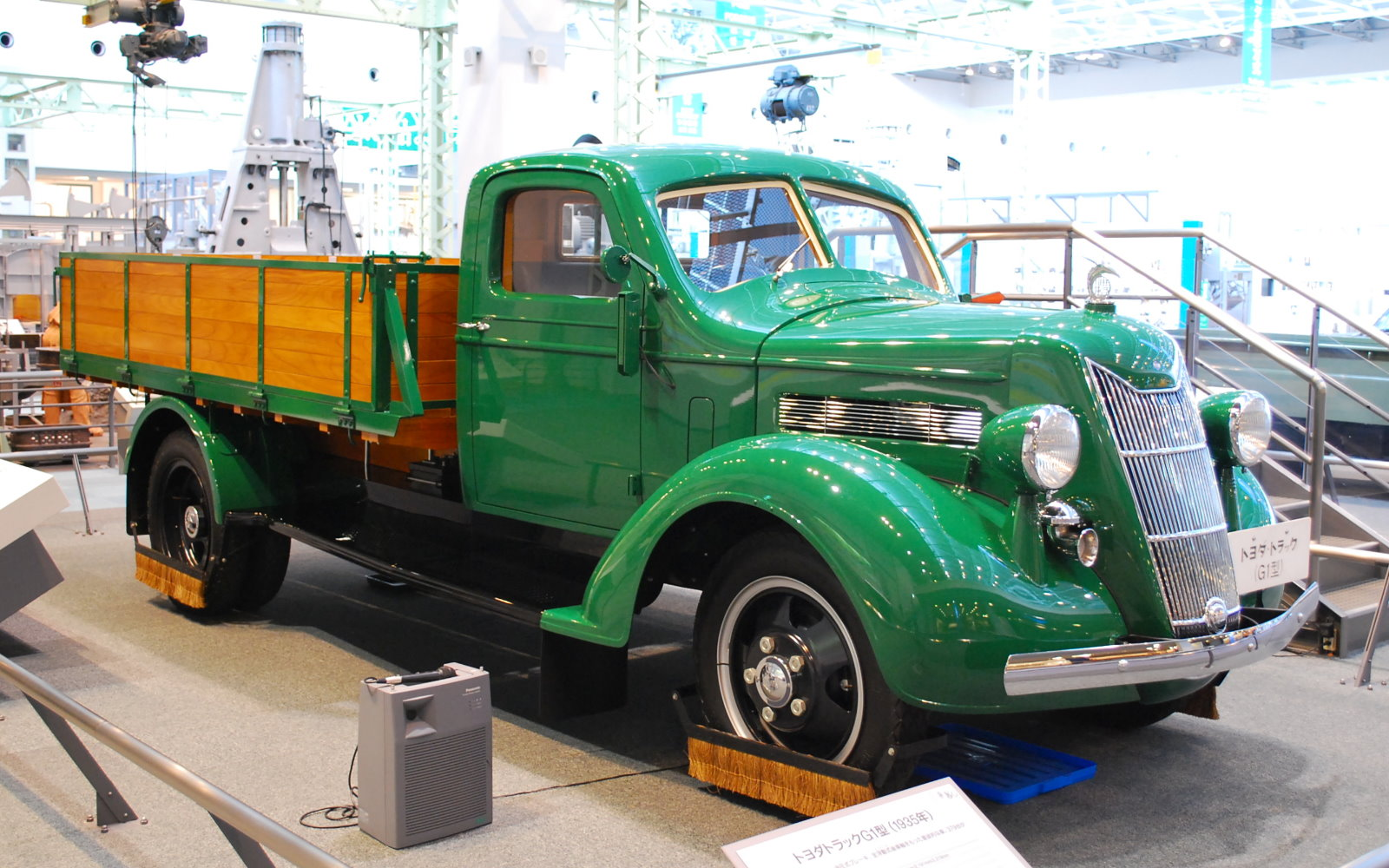

تويوتا الفئة جي هي سلسلة شاحنات أنتجتها شركة تويوتا للسيارات. كان طراز تويوتا جي1 هو أول شاحنة تصنعها تويوتا، طولها كان 6 أمتار وبإمكانها حمل حوالي 1.5 طن وكانت شبيهة نوعاً ما من شاحنات فورد وجنرال موتورز في فئتها. وقد تبعها سلسلة من الشاحنات وتم استبدالهم جميعاً عام 1947م.

## جي1 (G1)
كان حلم كيشيرو تويودا هو صناعة السيارات، لكن للأسف كان طراز تويوتا أ1 (A1) تحت التطوير عام 1935م ولم يتوقع نجاح بيعها نظراً لضعف اقتصاد اليابان. استمر العمل على طراز أ1 (A1) ولكن تحولت الجهة إلى شاحنة مستوحاه منها بنفس المحرك نوع أ (Type A) والهيكل الذي تم استطالته قليلاً.
ازدهرت الموارد الاقتصادية للشركة الأم (أعمال تويودا لننسيج الآلي) وزادت الحاجة لكميات كبيرة جداً من النسيج للبدء في إنتاج الشاحنة جي1 (G1). كانت تكلفة تطوير الشاحنة جي1 (G1) أضعاف الدخل السنوي لكيشيرو تويودا.
تم بيع ج1 (G1) تحت اسم تويودا حتى تم تغيير الاسم إلى تويوتا مع إنتاج الشاحنة التالية تويوتا جي أ.
كون هذه الشاحنة هي أول إنتاج لتويوتا، كان هناك الكثير من المشاكل يجب حلها. عندما انطلقت نماذج الإنتاج الأولى وتمت قيادتها إلى طوكيو ليتم عرضها بمعرض السيارت تم تزويدها بقطع غيار احتياطية في حالة انكسار أي قطعة ليتم تغييرها سريعاً ولحسن الحظ لم تم استخدام قطع قليلة جداً.
كانت المبيعات الأولى للشاحنة للناس المتعاطفين مع المُصنعين المحليين وينوون تحمل أخطاء كثيرة، ومراعاة لذلك تم إرسال مهندسي التصميم لإصلاح الأعطال ولمعرفة أي من الأجزاء بحاجة لمراعاة أكثر. كمثال: كان كسر المحور الخلفي شائعاً حتى تم تطوير أساليب لحام حديثة. كان الإصلاح بالمجان وفي بعض الحالات يتم استبدال الشاحنة كلها بالمجان. تم إصلاح الاخطاء مع تعديل الشاحنة مع تقدم إنتاج الشاحنة.

### تاريخ الإنتاج
تم الانتهاء من النماذج الاختيارية للشاحنة جي1 (G1) في أغسطس 1935م وتم عرضها للعامة في نوفمبر وبدا البيع في ديسمبر من نفس العام، وكان ذلك موافقاً لانتهاء رخصة الحكومة لإنتاج السيارات.

### خصائص ميكانيكية
تم تزويد الشاحنة بمحرك نوع أ (Type A) سعة 3389 سم³ ذو 6 اسطوانات وهو نفسه المستخدم في طرازي أ1 (A1) وأأ (AA). كما تم استخدام محور صلب واحد عليه زوج من الإطارات الفردية بالأمام بينما تم استخدام محور واحد صلب عليه زوجين من الإطارات المزدوجة بالخلف.

## جي أ (GA)
هي تحديث بسيط لطراز جي1 (G1).

### تاريخ الإنتاج
حلت جي أ (GA) محل جي1 (G1) في سبتمبر 1936م.

### خصائص ميكانيكية
مثل طراز جي1 (G1).

## جي بي (GB)
هي تحديث بسيط لطراز جي أ (GA).

### تاريخ الإنتاج
كان إجمالي الإنتاج 19870 وحدة بين عامي 1938 و1942.

### خصائص ميكانيكية
مثل طراز جي أ (GA).

## ك بي (KB)
هي تحديث لطراز جي بي (GB) لتكون ملائمة لظروف الإنتاج أثناء الحرب. كان جسم الشاحنة مصنوع من الحديد أيضاً لكن بتصميم أبسط وبانحناءات أقل.

### تاريخ الإنتاج
كان إجمالي الإنتاج 21130 وحدة بين عامي 1942 و1944.

### خصائص ميكانيكية
مثل طراز جي بي (GB).

## ك سي (KC)
هي تحديث لطراز ك بي (KB) لتكون أكثر ملائمة لظروف الإنتاج أثناء الحرب وفي الأوقات التي يصعب فيها توفر المواد، كان التشديد على تقليل تكلفة المواد. كان غطاء المحرك ما زال معدنياً لكن باقي مسطحات الشاحنة كانت من الخشب الخام، كان شكل الشاحنة مربعاً بدرجة كبيرة ماعدا بعض الانحناءات البسيطة على غطاء المحرك، كما زودت بمشع حراري بدون شبكة أمامية وكشاف أمامي واحد وفرامل خلفية فقط.
استخدمت الشاحنة ك سي (KC) في المطارات الحربية اليابانية لإشعال محركات الطائرات. كان الصندوق الخلفي لها ضيق لأنها لم تكن للحمولات الثقيلة وتم استخدام إطارات فردية بالخلف بدلاً من المزدوجة العادية. كانت المقصورة بدائية جداً بجوانب خشبية وبدون أبواب وبسقف من القماش. قامت شركة هاسيجاوا بصناعة نموذج 1/72 للشاحنة ك سي (KC) بدون مشغل محركات الطائرات.

### تاريخ الإنتاج
تم تقديمها عام 1943م.

### خصائص ميكانيكية
مثل طراز ك بي (KB).

## ك سي واي (KCY)
هي مركبة برمائية حربية زودت بهيكل معدني على شكل قارب وبالخصائص الميكانيكية لطراز تويوتا ك سي (KC).

### تاريخ الإنتاج
كان إجمالي الإنتاج 198 وحدة بين عامي 1943 و1944.

### خصائص ميكانيكية
اعتمد المحرك، ناقل الحركة، نظام التعليق والمحور الخلفي على طراز ك سي (KC). تم إضافة الدفع الرباعي من خلال صندوق سرعات بسرعتين وكانت الفرامل هيدروليكية.